# Kremperheide
Kremperheide est une commune allemande du Schleswig-Holstein, située dans l'arrondissement de Steinburg (Kreis Steinburg), à cinq kilomètres au sud-ouest du centre-ville d'Itzehoe. Kremperheide est l'une des dix communes de l'Amt Krempermarsch dont le siège est à Krempe.